# Carolin Weiß
Carolin Weiß (ur. 13 kwietnia 1993) – niemiecka judoczka, brązowa medalistka Mistrzostw Europy 2017 i Mistrzostw Europy 2016, trzykrotna mistrzyni Niemiec (2015, 2016, 2017).